# Delfgauw
Delfgauw  ist ein Dorf in der Gemeinde Pijnacker-Nootdorp, in der niederländischen Provinz Zuid-Holland.
Der Ort liegt zwischen der Stadt Delft und Pijnacker am N473 und am N470 und ist zum größten Teil in den Noordpolder van Delfgauw gebaut. Dieser Polder grenzt im Norden an den Bieslandse Bovenpolder, im Osten an den Polder van Biesland und im Süden an den Zuidpolder von Delfgauw. Delfgauw war ein Teil des Ambachtsherrlichkeit Vrijenban (später Gemeinde). Als diese im Jahr 1921 aufgehoben wurde, wurde Delfgauw der Gemeinde Pijnacker hinzugefügt, die im Jahr 2002 mit der Gemeinde Nootdorp fusionierte. Gleichwohl zählt Delfgauw zu den Vororten von Delft, die beiden anderen Orte Pijnacker und Nootdorp jedoch als Vororte von Den Haag.

## Geschichte

### Entstehung
Delfgauw war ursprünglich eine landwirtschaftliche Bauerschaft, welche in zwei Siedlungsstreifen (Delftsestraatweg und Noord- und Zuideindseweg und am Kanal Pijnackerse vaart) verliefen. Ab dem Beginn des 20. Jahrhunderts entwickelte sich dieses Viertel entlang dieser historischen Bänder zu einem Dorf. Aufgrund seiner Verbindungsposition zwischen Delft und Pijnacker hatte der Delftsestraatweg einen eher urbanen Charakter, während der Noord- und der Zuideindseweg ihren ländlichen Charakter mit Bauernhöfen und Gütern behielten.
Das Dorfzentrum befand sich am Kreuzungspunkt beider Siedlungsbänder. Zu dieser Zeit hatte die Pijnackerse vaart auch eine wirtschaftliche Bedeutung als Versorgungskanal für Waren. Diese wurden im Dorfzentrum an der Brücke und später an der Entladestelle der Uferstraße Spui entladen.

### Entwicklung der  Ortsteile
Nach dem Zweiten Weltkrieg wuchs Delfgauw weiter. Hinter den Siedlungsstreifen wurden eigenständige Stadtteile gebaut, welche ohne eine klare Beziehung zueinander und zu den bestehenden alten Siedlungen standen. Zunächst entstand das Viertel Graaf Willem II im Nordwesten von Delfgauw. Dann folgte das Viertel Burgemeestersbuurt im Südwesten. In den 1990er Jahren wurde das Viertel Graf Willem II mit dem Wethouder Sonneveldhof erweitert.

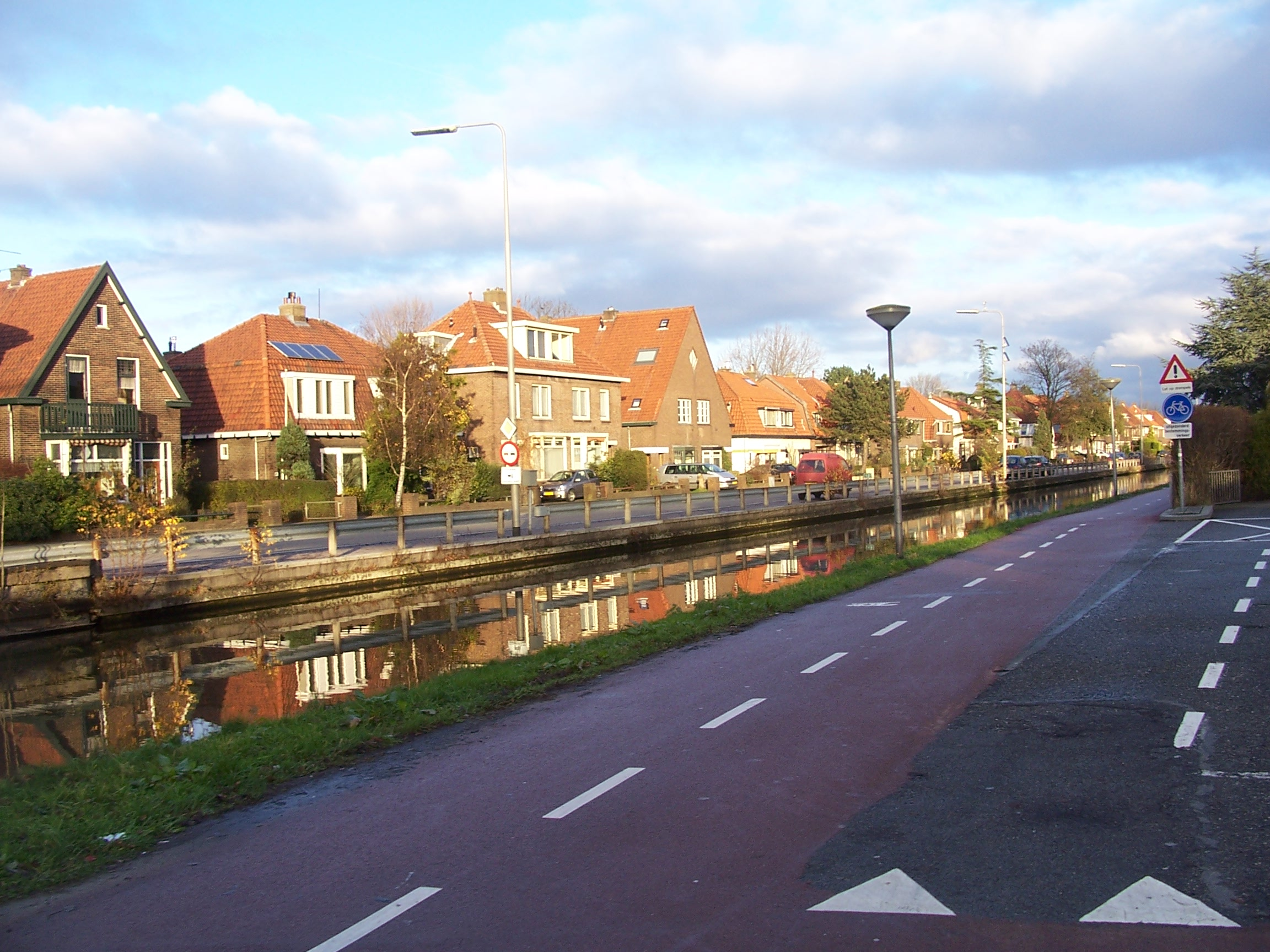
Delfgauw, Pijnackerse Vaart

### Entwicklung des Gartenbaus
Seit dem 17. Jahrhundert gibt es in Delfgauw Gartenbau. Der Standort an der Pijnackerse vaart als Ver- und Entsorgungsweg hat hier eine wichtige Rolle gespielt. Aufgrund des Bevölkerungswachstums in Delfgauw und Pijnacker stieg ab den 1950er Jahren der Bedarf an Gartenbauland rapide an. In dieser Zeit wurde auch mit dem Bau von Gewächshauskomplexen begonnen. Immer mehr Land wurde im Unterglasgartenbau bewirtschaftet und ab dieser Zeit wurde das gesamte Gebiet zwischen Delfgauw und Pijnacker als „dynamisches Gewächshausgartenbaugebiet“ betrachtet. Aufgrund dieser Entwicklungen wurde das Dorf Delfgauw zunehmend geschlossener. Die Gewächshäuser befinden sich direkt an der Ostseite des Dorfes und bestimmen das Ortsbild.

### Wald und Freizeitanlagen
In den 1970er Jahren wurde nördlich des Naherholungsgebietes Delfgauw das Naherholungsgebiet Delftse Hout errichtet. Hier befindet sich auch der 1966 angelegte Arboretum-Heempark Delft.

### Entwicklung des Ortsteils Emerald
Ende der 1990er Jahre wurde an der Südostseite von Delfgauw der Ortsteil Emerald angelegt. Unterstützt durch das Wohnungsbauprogramm VINEX ist Delfgauw mit Emerald von ursprünglich wenigen Dutzend Häusern auf ein paar hundert angewachsen. Dieses Viertel, das um ein Vielfaches größer ist als der alte Kern von Delfgauw, wird jedoch nicht als Erweiterung des bestehenden Dorfes angesehen, sondern als Stadtteil mit einer regionaleren Ausrichtung (mit Schwerpunkt auf die Anbindung der A13 und zu Delft). Bei der Konzeption wurde daher bewusst darauf verzichtet, eine Beziehung zwischen Emerald und dem alten Delfgauw herzustellen. Emerald liegt so eher mit seiner „Rückseite“ zum Ortskern des alten Dorfs gewandt und verfügt über eigene Einrichtungen. Davon profitieren auch die Bewohner des alten Delfgauw. Dort gibt es auch eine chinesische Schule.

### Gewerbegebiete
1997 wurde im Süden Delfgauws der Gewerbepark Ruyven eröffnet. Der weltweit tätige Logistikdienstleister Kühne + Nagel hat hier ebenso eine Niederlassung wie die Werft Royal IHC (vormals IHC Merwede). Des Weiteren ist hier ein Verteilerzentrum der Supermarktkette Albert Heijn.
Die Vorarbeiten für den Bau eines weiteren Gewerbegebiets in Emerald (Delftparc) wurden 2012 begonnen. Die Einwohner Emeralds protestierten zunächst wegen der mutmaßlich zu erwartenden Verschlechterung der Luftqualität beim Raad van State gegen die Planungen. Auf dem Gelände des ehemaligen Abenteuerspielplatzes sollen kleine Büro- und Lagereinheiten errichtet werden. Die Entwicklung des Standorts verzögerte sich aufgrund der Wirtschaftskrise.

## Umwelt und Verkehr

### Belastung durch den Schwerverkehr
Der Delftsestraatweg (N473) ist die traditionelle durchgehende Verbindung zwischen Delft und Pijnacker, welche Delfgauw in zwei Teile teilt. Diese, eher schmale, Straße ist im Laufe der Jahre immer belebter geworden. Der Delftsestraatweg fungierte zudem als Zufahrtsstraße zum Gartenbaugebiet Noordpolder, was den LKW-Verkehr im Dorf zusätzlich anwachsen ließ.

### Entlastung durch die N470
Mit dem Bau der Provinciale weg 470, die südlich von Alt-Delfgauw und Emerald liegt, wurde eine neue Verbindung zwischen Delft und Zoetermeer geschaffen. Die Eröffnung dieser Straße im April 2008 hat den Delftsestraatweg weitgehend vom Durchgangsverkehr entlastet und den Verkehr in den Ortsstraßen um ein Drittel reduziert. Darüber hinaus wurden auf diesen Geschwindigkeitsbegrenzungen, z. B. Tempo-30-Zone, eingerichtet.

### Luftqualität
Delfgauw verfügt einen aktiven Anwohnerverband („Bewonersvereniging Delfgouw“), der eine Vielzahl von sozialen Aktivitäten organisiert. Besonderes Augenmerk des Vereins liegt in der Verbesserung der Umweltbedingungen. Da Delfgauw eine sehr verkehrsreiche Region ist, insbesondere durch die Nähe der Autobahn A13, sorgen sich die Bewohner u. a. um die Luftqualität. Seit 2009 gibt es daher verschiedene lokale Arbeits- und Aktionsgruppen, um der durch ansiedelnde Betriebe wachsende Umweltverschmutzung zu begegnen. Delfgauw liegt zudem nur sieben Kilometer vom Flughafen Rotterdam Den Haag entfernt. Von Norden anfliegende Maschinen fliegen direkt über den Ort. Emissionsmessungen im Umkreis von Flughäfen überprüfen regelmäßig die Belastungen. Es wird jedoch beklagt, dass in und um Delfgauw keine solchen Messstellen eingerichtet wurden.